# Harmonie de l'Estaque
L'Harmonie de l'Estaque Gare est une association musicale de loisirs et de culture populaire de type association loi de 1901 située dans le 16e arrondissement de Marseille (France), dans le quartier de L'Estaque.

## Présentation

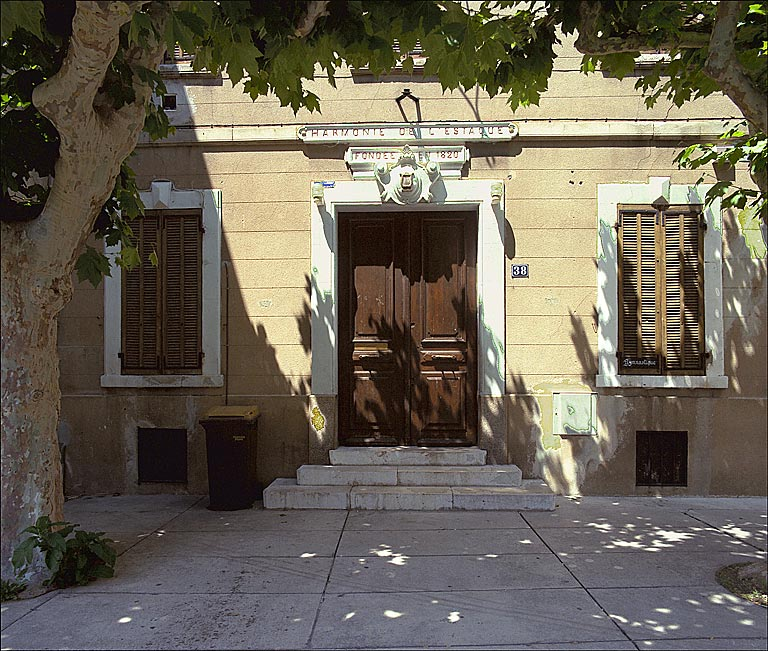
Les locaux de l'Harmonie de l'Estaque, au 38 rue Le Pelletier à Marseille.

L'origine de l'Harmonie de l'Estaque remonte à 1820, date à laquelle l'abbé Chaillan, qui venait de la paroisse de Saint-Henri, aurait fondé la chorale des enfants d'Orphée, un chœur d'enfants.
Le 26 janvier 2020, elle fêtait son bicentenaire et sa salle de spectacles figure au Patrimoine culturel de la Région PACA.
L'Harmonie de l'Estaque donne des concerts, conduite par Gayané Hovhannisyan, cheffe de chœur et ancienne cantatrice lyrique arménienne, accompagnée par la pianiste Zara Ter-Sarkissian, :

« Ainsi, tous les jeunes choristes de notre chœur lyrique ont pu, ou peuvent toujours, découvrir et chanter les plus grands airs d’opéras de Verdi, Mozart, Puccini… dans un contexte médiatique où règne le Rap, le Raï, le RNB… c’est le pari fou que l’Harmonie de l’Estaque a réussi ! »

Le Chœur lyrique des enfants de l'Estaque se produit notamment dans les églises et salles de la région PACA. Il donne également des représentations d'opéras, telle celle du 6 avril 2002 à La Criée, le Théâtre National de Marseille, avec la première d'un opéra créé à partir du Stabat Mater de J.B. Pergolèse et celle d'Opérassimo, une création de l'Opéra de Marseille sur une mise en scène de Cathy Darietto.
L'Harmonie de l'Estaque propose également des pièces de théâtre, des cours de musique et de danse, ainsi que diverses manifestations telles que des présentations de jeux de société ou des conférences à destination du public, notamment marseillais.
Depuis 2017, deux comédiens professionnels, Jean Jérôme Esposito et Julie Lucazeau, animent des ateliers de théâtre d’improvisation.

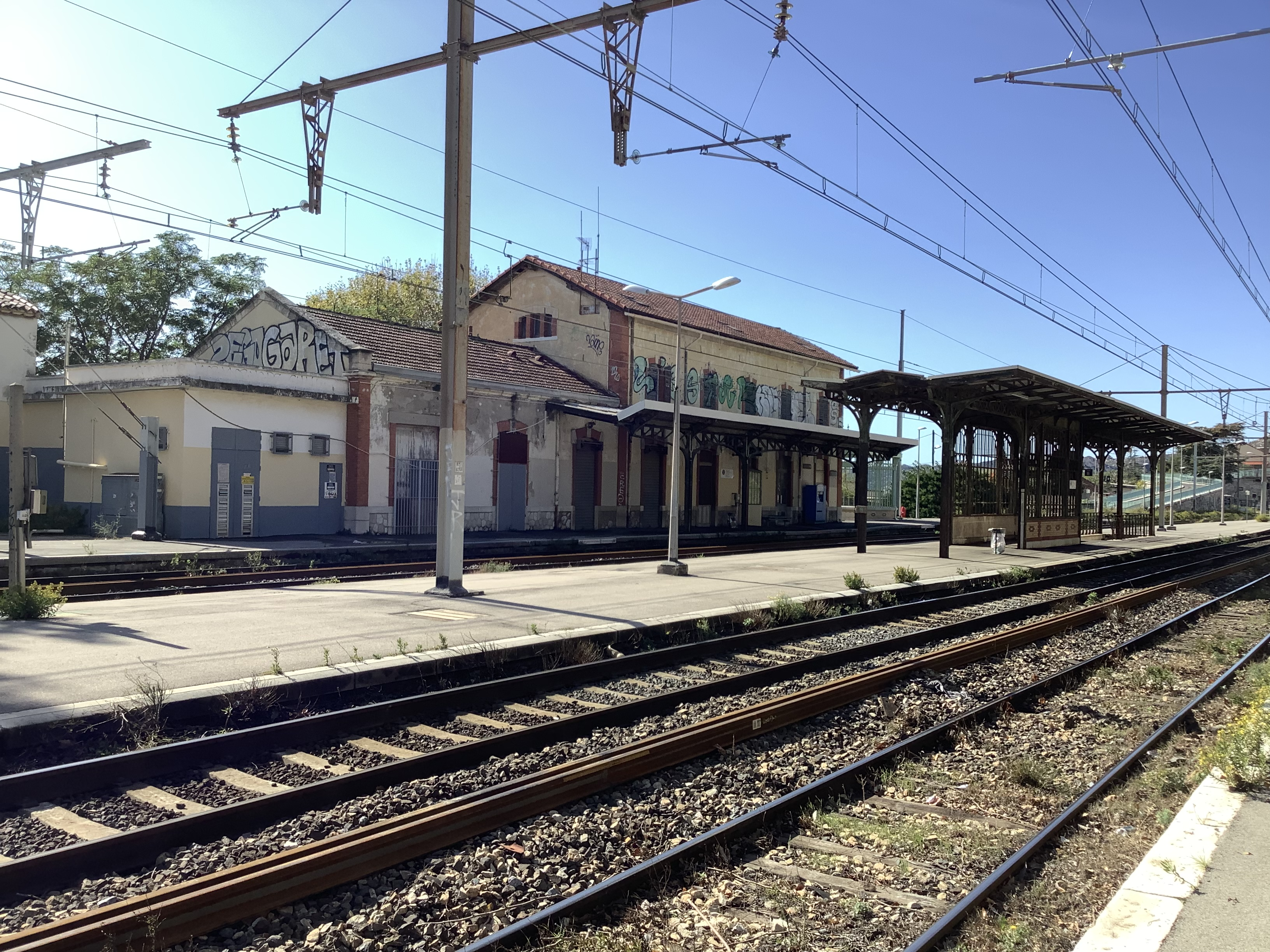
La gare de l'Estaque.
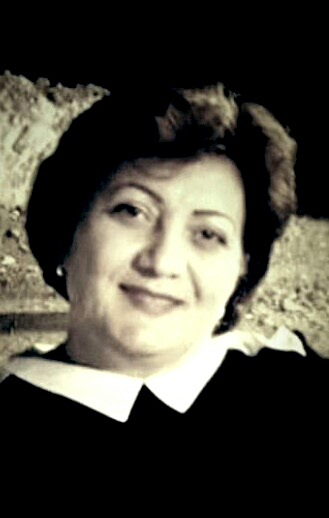
Gayané Hovhannisyan, cheffe du chœur d'enfants.
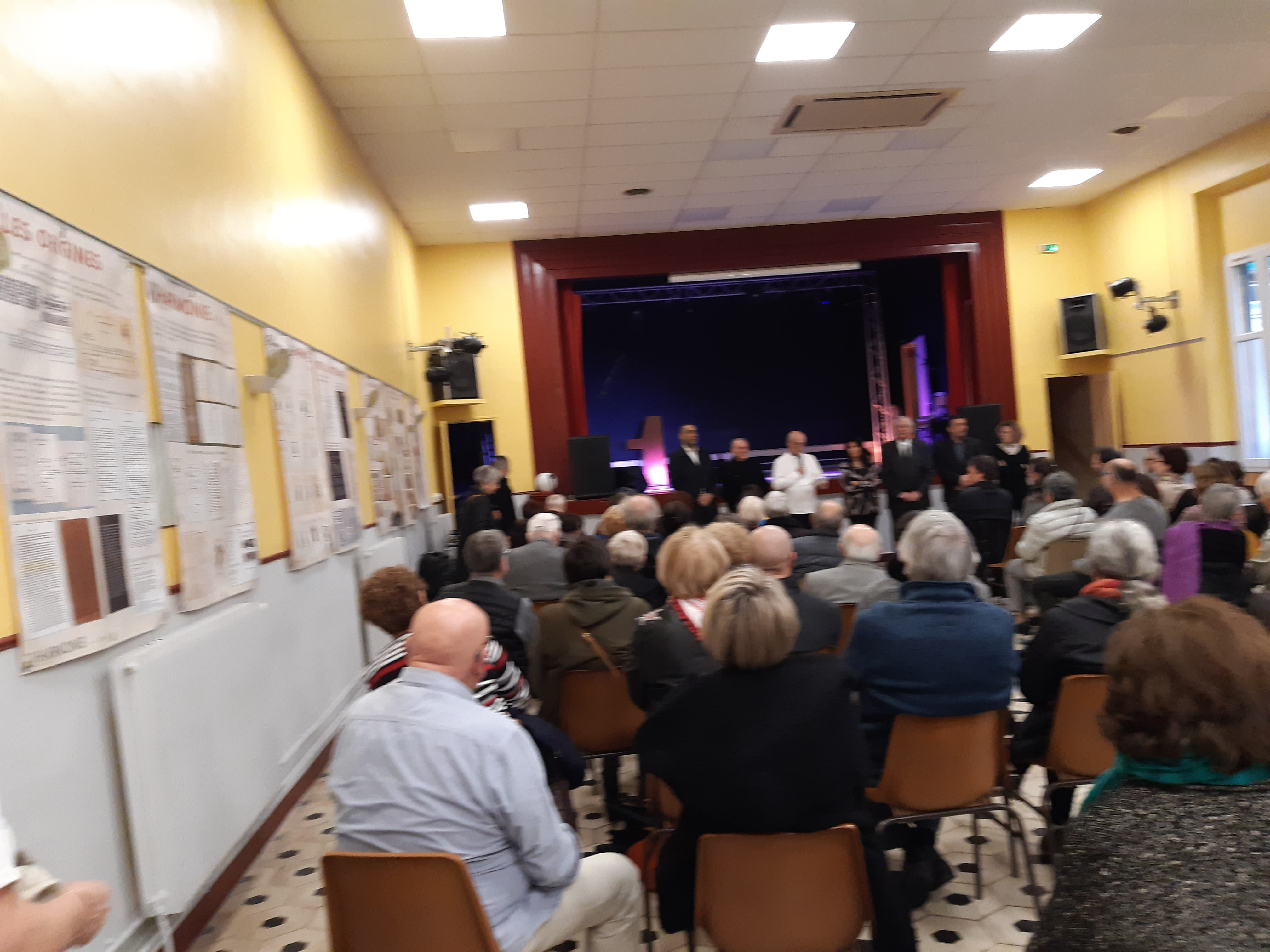
Célébration du bicentenaire de l'Harmonie.

## Localisation
L'Harmonie de l'Estaque est située dans le 16e arrondissement de Marseille (France), dans le quartier de L'Estaque.

## Partenaires
L'Harmonie de l'Estaque est notamment soutenue par la mairie des 15e et 16e arrondissements de Marseille et sa Conservation du patrimoine ; de nombreuses associations et institutions ont également établi un partenariat avec elle.